# Drosera quartzicola
Drosera quartzicola es una especie de planta carnívora del género Drosera y es endémica del Parque nacional Serra do Cipó, en el estado de Minas Gerais al sureste de Brasil. Es una planta perenne que produce hojas de 0,7-4 cm de largo, formando una roseta que a veces está sobre un pequeño tallo de 4 cm de altura. Se la halla creciendo entre la vegetación del campo rupestre junto con Drosera tentaculata y Drosera chrysolepis. Se la encuentra normalmente creciendo en arena de sílice rodeada de grava blanca de cuarzo, el cual es el origen del epíteto específico quartzicola. Drosera quartzicola crece en hábitats más secos que otras especies de Drosera y florece antes en la estación húmeda desde enero a febrero. Superficialmente se parece a Drosera schwackei, pero está más emparentada con la Drosera camporupestris, Drosera graminifolia, y Drosera chrysolepis.
De las Drosera halladas en Brasil, D. quartzicola es la más rara, ya que consta de solo cuatro poblaciones conocidas con 300 plantas individuales, según fue descrito en 2011. Esas poblaciones se encuentran en una elevación de 1100-1350 m y están en los límites del Parque nacional de Serra do Cipó o fuera de los límites del área protegida. Algunas de las pequeñas poblaciones también se encuentran en áreas de ocasional o frecuente perturbación por parte de los seres humanos y el ganado. Debido a estos factores, los autores proponen que esta nueva especie sea enlistada en peligro crítico por la Unión Internacional para la Conservación de la Naturaleza.
Drosera quartzicola fue recolectada por primera vez a principios de la década de 1990 y depositada como un espécimen de herbario en el Herbario de la Universidad de São Paulo, pero no fue inmediatamente reconocida como una nueva especie. Rivadavia and Gonella hicieron el redescubrimiento de la nueva especie en 1996, pero no publicaron formalmente sus hallazgos hasta 2011, en la revista Phytotaxa.